# Burkning

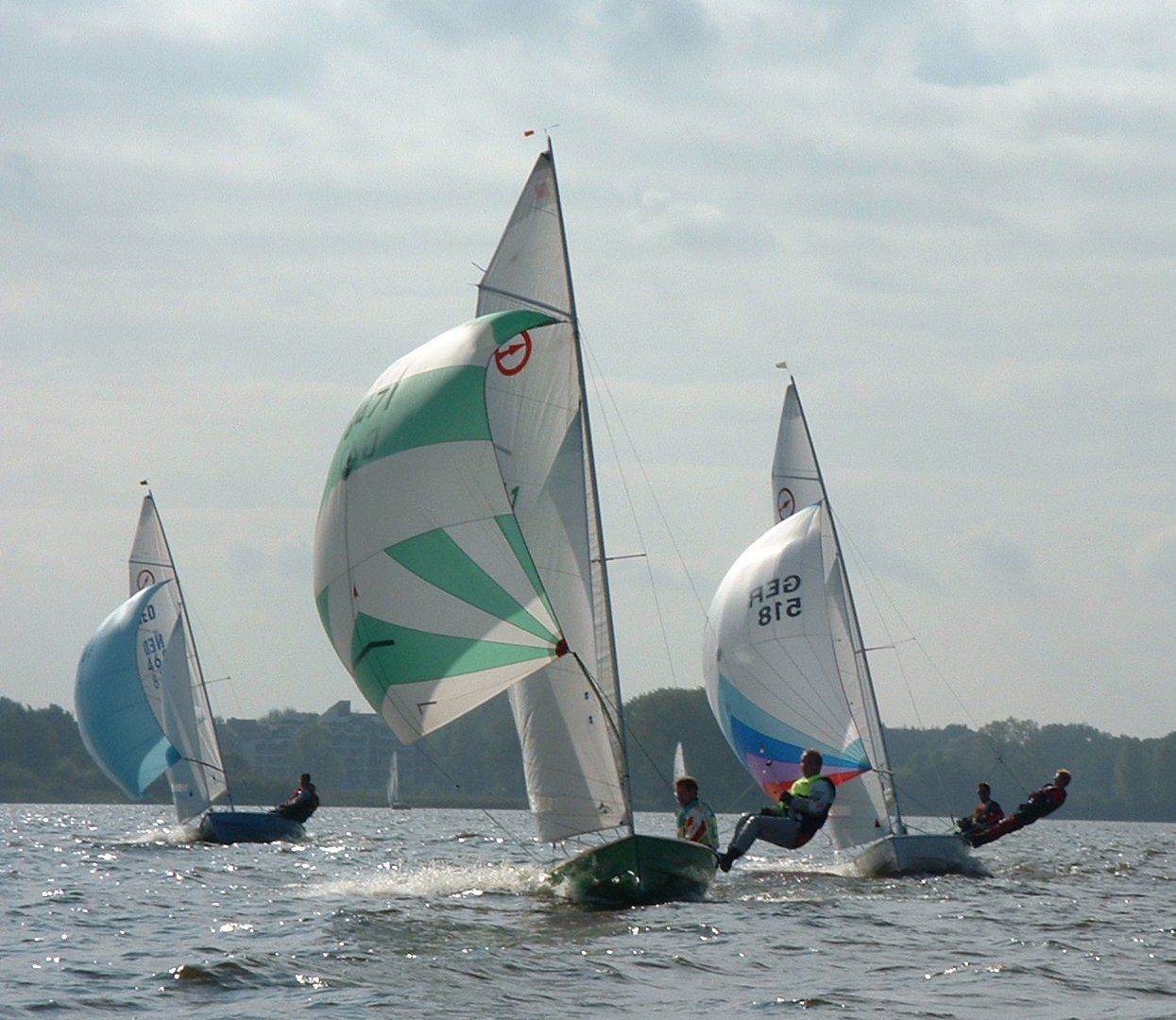
Burkning vid segling.

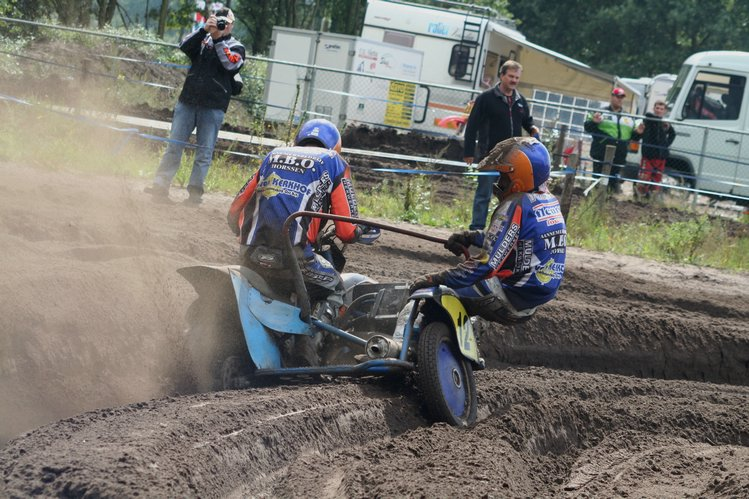
Burkning av en burkslav (till höger) inom sidvagnsmotocross.

Burkning (verbform: att burka) innebär inom sportsammanhang att använda kroppsvikten för att parera krängningar hos någon form av farkost. Begreppet förekommer bland annat inom sidvagnsmotocross, där uppgiften utförs av en burkslav, vid körning med snöskoter och vid segling, där den som burkar ofta strävar att hänga ut över båtens sida.